# Pervaporatie
Pervaporatie is een scheidingstechniek, waarbij gebruikgemaakt wordt van holle vezels, die bekleed zijn met polydimethylsiloxaan. Deze bekleding (coating) stoot water af en trekt aromatische stoffen aan. Deze stoffen gaan dan naar de buitenkant van de vezel waar ze met behulp van vacuüm van de vezel afgehaald worden. Door koeling vormen de aromastoffen door condensatie vervolgens weer een vloeistof.
De naam is een samentrekking van permeatie (doorlaatbaarheid) en evaporatie (verdamping).